# Satz von Hewitt
Der Satz von Hewitt, manchmal englisch Hewitt's Stone-Weierstrass theorem genannt, ist ein im Übergangsfeld zwischen den beiden mathematischen Teilgebieten Topologie und Funktionalanalysis gelegener Lehrsatz, der auf einer Arbeit des US-amerikanischen Mathematikers Edwin Hewitt aus dem Jahr 1947 beruht. Er ist eng mit dem Approximationssatz von Stone-Weierstraß verbunden, den er in einem gewissen Sinne umkehrt.

## Formulierung des Satzes
Er lässt sich angeben wie folgt:
Gegeben seien ein vollständig regulärer Hausdorff-Raum {\displaystyle X\neq \emptyset \;} und dazu die Funktionenalgebra {\displaystyle {\mathcal {C}}:=C_{b}(X,\mathbb {R} )\;} der beschränkten stetigen reellwertigen Funktionen {\displaystyle f\colon X\to \mathbb {R} \;}.

Weiter sei vorausgesetzt, dass eine jede {\displaystyle \mathbb {R} }-Unteralgebra {\displaystyle {\mathcal {A}}\subseteq {\mathcal {C}}\;}, welche
1. die konstante Funktion {\displaystyle 1\;} enthält

und

2. punktetrennend in Bezug auf die Raumpunkte {\displaystyle x\in X\;} ist,

in {\displaystyle {\mathcal {C}}} stets dicht liege.

Dann ist {\displaystyle X} bereits ein kompakter Raum .

## Erläuterungen
- Die Funktionenalgebra {\displaystyle {\mathcal {C}}} ist wie üblich mit der Supremumsnorm {\displaystyle \|\cdot \|_{\infty }\colon {\mathcal {C}}\rightarrow \mathbb {R} } versehen.
- In {\displaystyle {\mathcal {C}}} ist {\displaystyle {\mathcal {A}}\subseteq {\mathcal {C}}} genau dann eine {\displaystyle \mathbb {R} }-Unteralgebra, wenn {\displaystyle {\mathcal {A}}} ein {\displaystyle \mathbb {R} }-linearer Unterraum von {\displaystyle {\mathcal {C}}} ist und zudem die Eigenschaft hat, dass für je zwei {\displaystyle f_{1}\in {\mathcal {A}}} und {\displaystyle f_{2}\in {\mathcal {A}}} stets auch die durch punktweise Multiplikation entstehende Funktion {\displaystyle f_{1}f_{2}\colon X\to \mathbb {R} \;,\;x\mapsto f_{1}(x)f_{2}(x)\;,\;} in {\displaystyle {\mathcal {A}}} liegt.
- Unter der konstanten Funktion {\displaystyle 1} versteht man {\displaystyle 1\colon X\to \mathbb {R} \;,\;x\mapsto 1\;}.
- Dicht-liegen und das damit verknüpfte Konzept der topologischen Abgeschlossenheit innerhalb der Funktionenalgebra {\displaystyle {\mathcal {C}}} ist im Sinne der vermöge der Supremumsnorm gegebenen Topologie der gleichmäßigen Konvergenz zu verstehen.